# YouOS
YouOS est un environnement de bureau Web expérimental, créé par WebShaka, qui reproduit l'environnement de bureau d'un système d'exploitation moderne sur une page web, utilisant JavaScript afin de communiquer avec le serveur. Cela permet aux utilisateurs de sauvegarder un environnement où ils pourront retourner plus tard, et pour plusieurs utilisateurs de collaborer en utilisant un seul environnement. Le logiciel est actuellement en stage de développement alpha, son développement ayant commencé à la fin du mois de décembre 2005.
Un API - accompagné de quelque 293 applications - est fourni pour YouOS.
Sans aucune explication, le site YouOS a été fermé le 30 juillet 2008 par ses développeurs.

## Liens
- YouOS
- Blog d'YouOS
- L'article de DLFP